# Струги Красније
Струги Красније (рус. Струги Красные) насељено је место са административним статусом варошице (рус. посёлок городского типа) на западу европског дела Руске Федерације. Налази се у северном делу Псковске области и административно припада Стругокрасњенском рејону чији је уједно и административни центар.
Према проценама националне статистичке службе за 2015. у вароши је живело 6.909 становника, или око 70% од укупне рејонске популације.
Статус насеља урбаног типа, односно варошице носи од 1958. године.

## Географија
Варошица Струги Красније смештена је у северном делу Псковске области, у брежуљкастом подручју Лушког побрђа. Кроз варошицу протиче малена река Шчировка (дужине тока од свега 17 км). Налази се на око 70 километара североисточно од административног центра области, града Пскова.
Кроз насеље пролази деоница железничке пруге на релацији Санкт Петербург—Луга—Псков.

## Историја
У писаним изворима из 1498. године на месту данашњег насеља постојала су села Белаја и Струги.
Савремено насеље развило се из станице железничке пруге која је повезивала Санкт Петербург са Варшавом , а која је основана 1856. године. Новооснована станица добила је име по оближњем селу, Белаја, а име је потом 1905. промењено у Станица Струги-Белаја. Садашње име носи од 1919. године. Званичан статус урбаног насеља у рангу варошице има од 1958. године.
Током Руског грађанског рата на овом подручју су се одигравале важне борбене активности, а 4. октобра 1919. Белогардејци предвођени Николајем Јуденичем успели су да заузму станицу Струги Белије.

## Демографија
Према подацима са пописа становништва 2010. у вароши је живело 8.447 становника, док је према проценама националне статистичке службе за 2015. варошица имала 6.909 становника.
| 1939. | 1959. | 1970. | 1979. | 1989. | 2002. | 2010. | 2015. |
| ----- | ----- | ----- | ----- | ----- | ----- | ----- | ----- |
| 5.118 | 4.669 | 6.138 | 6.718 | 7.067 | 8.762 | 8.447 | 6.909 |